# HMS Diana (1895)
HMS Diana – krążownik pancernopokładowy typu Eclipse, zbudowany dla Royal Navy pod koniec lat 90. XIX wieku. Uczestniczył w I wojnie światowej, służąc na wielu teatrach działań wojennych, a w 1920 roku został sprzedany na złom.

## Projekt i budowa
HMS „Diana" był jednym z dziewięciu zbudowanych w latach 1896-99 krążowników pancernopokładowychtypu Eclipse, które były bezpośrednim następcą krążowników typu Astraea. Miały większe rozmiary i wyporność, otrzymały silniejsze uzbrojenie i opancerzenie przy zachowaniu podobnej do poprzedników prędkości.
Stępkę okrętu położono w Fairfield Shipbuilding and Engineering Company w Govan 13 sierpnia 1894 roku, a wodowanie odbyło się 5 grudnia 1895 roku.

## Dane taktyczno-techniczne
HMS „Diana” miał wyporność 5690 t (5600 długich ton) przy długości całkowitej 113,7 m, szerokości 16,3 m i zanurzeniu 6,25 m. Był napędzany dwoma trójcylindrowymi pionowymi maszynami parowymi potrójnego rozprężania, z których każda poruszała jedną śrubę napędową. Parę dostarczało 8 opalanych węglem kotłów. Silniki osiągały moc 8000 KM, co dawało prędkość 18,5 węzła (na próbach przy przeciążeniu maszyn osiągnięto 19,5 węzła przy 9600 KM). Normalny zapas węgla wynosił 550 t, a maksymalnie okręt mógł zabrać niemal dwa razy więcej paliwa, bo 1075 ton. Załoga okrętu składała się z 393 oficerów i marynarzy.
Krążownik był uzbrojony początkowo w pięć pojedynczych dział kal. 152 mm (6 cali), sześć dział kal. 120 mm (4,7 cala), sześć dział trzyfuntowych (47 mm) i trzy wyrzutnie torped kal. 450 mm (18 cali). Po modernizacji, przeprowadzonej w latach 1903-1905, uzbrojenie okrętu przedstawiało się następująco: jedenaście dział kal. 152 mm, dziewięć dział dwunastofuntowych (76 mm), siedem dział trzyfuntowych (47 mm) i trzy wyrzutnie torped kal. 450 mm. W trakcie I wojny światowej uzbrojenie ograniczono do dziewięciu dział kal. 152 mm, czterech dział 76 mm i jednego działa 47 mm, pozostawiając uzbrojenie torpedowe bez zmian. Pancerz pokładowy miał grubość od 38 do 76 mm (1,5 - 3 cale), wieża dowodzenia miała ściany grubości do 152 mm, a maszynownię chroniły płyty o grubości 152 mm. Działa artylerii głównej były chronione osłonami o grubości 76 mm.

## Służba
HMS „Diana" został wcielony do służby w Royal Navy 15 czerwca 1897 roku. Na początku 1900 roku krążownik stacjonował w Australii. W styczniu 1901 roku dowództwo okrętu objął captain Arthur Murray Farquhar, a krążownik przeniesiono na Morze Śródziemne. W marcu 1901 roku okręt należał do eskorty królewskiego jachtu HMS „Ophir" z przyszłym królem Jerzym V i przyszłą królową Marią na pokładzie w rejsie dookoła świata. W kwietniu 1902 roku dowództwo nad okrętem przejął captain Edmond Slade. W czerwcu 1902 roku krążownik odwiedził Palermo w związku z otwarciem Wystawy Rolniczej przez króla Włoch Wiktora Emanuela III. Okręt służył na Morzu Śródziemnym do 1913 roku, kiedy to włączono go do rezerwowej 3 Floty stacjonującej w Devonport.
W momencie wybuchu I wojny światowej HMS „Diana" wchodził w skład 12 Eskadry Krążowników, której zadaniem była ochrona żeglugi na zachodnich podejściach do kanału La Manche (tzw. Force „G”). 6 sierpnia 1914 roku okręt zatrzymał i zdobył niemiecki szkuner. Od lutego 1915 roku krążownik służył we Flocie Kanału, a od listopada 1915 do sierpnia 1917 roku stacjonował w Chinach. Następnie okręt operował na Morzu Czerwonym i w Indiach, gdzie zastał go koniec wojny. Krążownik wycofano ze służby w lipcu 1919 roku, a następnie sprzedano go na złom 1 lipca 1920 roku.